# Sporidesmium vagum
Sporidesmium vagum är en svampart som beskrevs 1818 av bröderna Theodor Friedrich Ludwig Nees von Esenbeck och Christian Gottfried Daniel Nees von Esenbeck. Sporidesmium vagum ingår i släktet Sporidesmium i ordningen Pleosporales. Inga underarter finns listade i Catalogue of Life.